# Kōzaki
Kōzaki (神崎町?) è una cittadina giapponese della prefettura di Chiba.